# Liste der Biografien/Ein
Liste der Biografien |
Portal Biografien |
Personensuche
# |
A |
B |
C |
D |
E |
F |
G |
H |
I |
J |
K |
L |
M |
N |
O |
P |
Q |
R |
S |
T |
U |
V |
W |
X |
Y |
Z |
?
 
Ea |
Eb |
Ec |
Ed |
Ee |
Ef |
Eg |
Eh |
Ei |
Ej |
Ek |
El |
Em |
En |
Eo |
Ep |
Eq |
Er |
Es |
Et |
Eu |
Ev |
Ew |
Ex |
Ey |
Ez
 
Eia |
Eib |
Eic |
Eid |
Eie |
Eif |
Eig |
Eih |
Eij |
Eik |
Eil |
Eim |
Ein |
Eip |
Eir |
Eis |
Eit |
Eiv |
Eix |
Eiy |
Eiz
Die Liste der Biografien führt alle Personen auf, die in der deutschsprachigen Wikipedia einen Artikel haben. Dieses ist eine Teilliste mit 245 Einträgen von Personen, deren Namen mit den Buchstaben „Ein“ beginnt.

## Ein
- Ein, Ernst Heinrich (1898–1956), estnischer Jurist

### Eina
- Einaga, Takatora (* 2003), japanischer Fußballspieler
- Einan, Ellen (1931–2013), norwegische Dichterin und Illustratorin
- Einan, Markus (* 1997), norwegischer Mittelstreckenläufer
- Einang, Geir (* 1965), norwegischer Biathlet
- Einar (* 1993), italienischer Popsänger
- Einár (2002–2021), schwedischer RapperEinár (2002–2021)

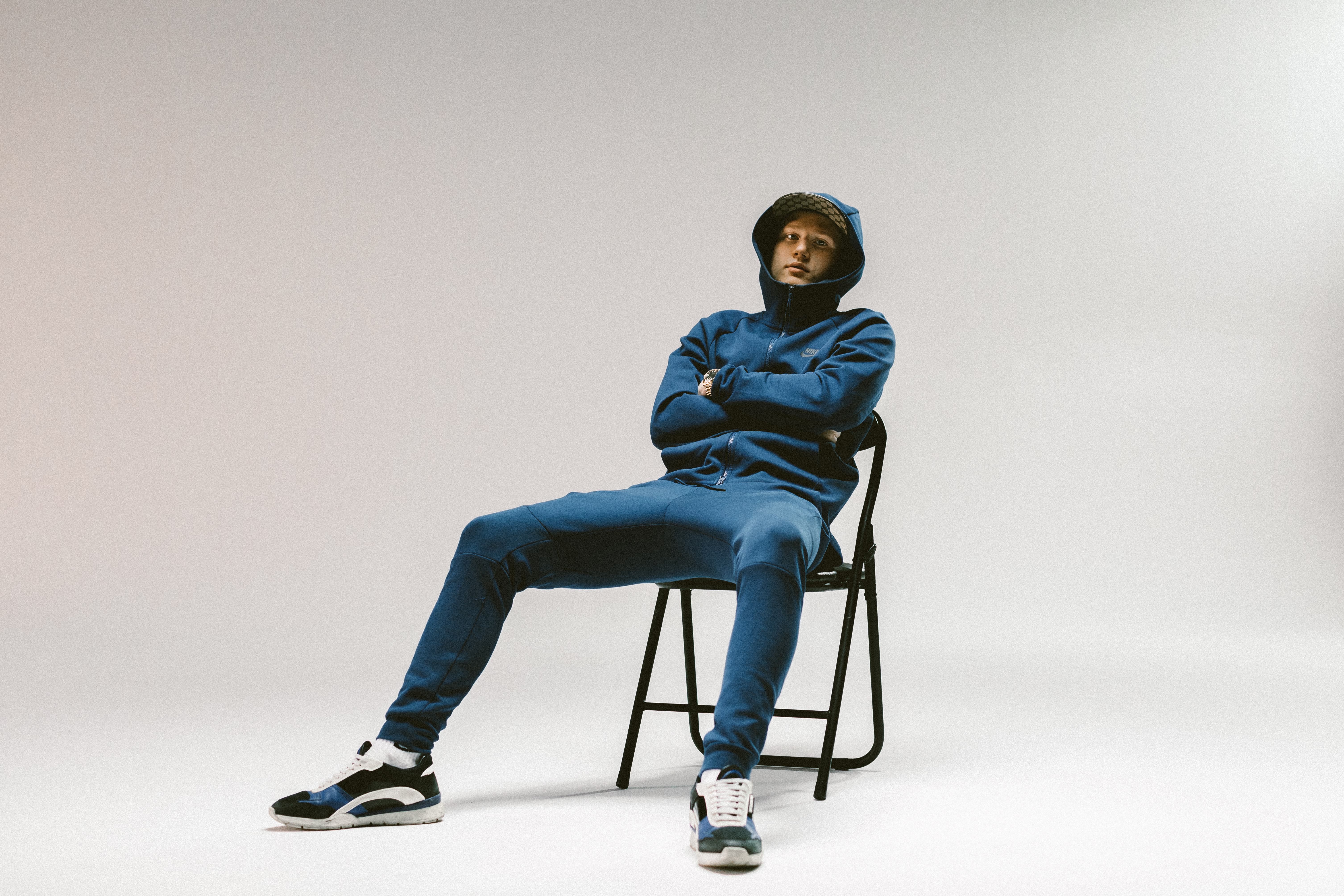
Einár (2002–2021)

- Einar Ágúst Víðisson (* 1973), isländischer Popsänger und Hörfunkmoderator
- Einar Ágústsson (1922–1986), isländischer Politiker und Außenminister
- Einar Arnórsson (1880–1955), isländischer Politiker
- Einar Benediktsson (1864–1940), isländischer Lyriker
- Einar Bragi (1921–2005), isländischer Dichter, Verleger und Übersetzer
- Einar Brynjólfsson (* 1968), isländischer Politiker (Píratar)
- Einar Gunnarsson (* 1966), isländischer Diplomat
- Einar Hákonarson (* 1945), isländischer Maler
- Einar Heimisson (1966–1998), isländischer Schriftsteller
- Einar Hjörleifsson Kvaran (1859–1938), isländischer Schriftsteller
- Einar Hólmgeirsson (* 1982), isländischer Handballspieler
- Einar Jónsson (1874–1954), isländischer Bildhauer
- Einar Jónsson (1913–2008), isländischer Badmintonspieler
- Einar K. Guðfinnsson (* 1955), isländischer Politiker (Unabhängigkeitspartei)
- Einar Kárason (* 1955), isländischer Autor
- Einar Kristjánsson (1911–1996), isländischer Schriftsteller
- Einar Kristjánsson (1934–1996), isländischer Skirennläufer
- Einar Már Guðmundsson (* 1954), isländischer Schriftsteller
- Einar Ólafsson (* 1962), isländischer Skilangläufer
- Einar Örn Benediktsson (* 1962), isländischer Musiker (The Sugarcubes)
- Einar Örn Jónsson (* 1976), isländischer Handballspieler
- Einar Smjørbak Gunnarsson († 1263), Erzbischof von Nidaros
- Einar Thorsteinn (1942–2015), isländischer Architekt
- Einar Þorsteinn Ólafsson (* 2001), isländischer Handballspieler
- Einar Þorvarðarson (* 1957), isländischer Handballspieler, -trainer und -funktionär
- Einarr Skúlason, isländischer Skalde und Theologe
- Einarsson, Elsa (* 1941), schwedische Eisschnellläuferin
- Einarsson, Snorri (* 1986), norwegischer Skilangläufer
- Einaste, Kein (* 1985), estnischer Skilangläufer
- Einasto, Jaan (* 1929), estnischer Astrophysiker
- Einaudi, Giulio (1912–1999), italienischer Verleger und Gründer des Verlagshauses Einaudi
- Einaudi, Giulio (1928–2017), italienischer Geistlicher, römisch-katholischer Erzbischof und Diplomat des Heiligen Stuhls
- Einaudi, Jean-Luc (1951–2014), französischer kommunistischer Aktivist
- Einaudi, Jessica (* 1984), italienische Singer-Songwriterin
- Einaudi, Ludovico (* 1955), italienischer Komponist und PianistLudovico Einaudi (* 1955)

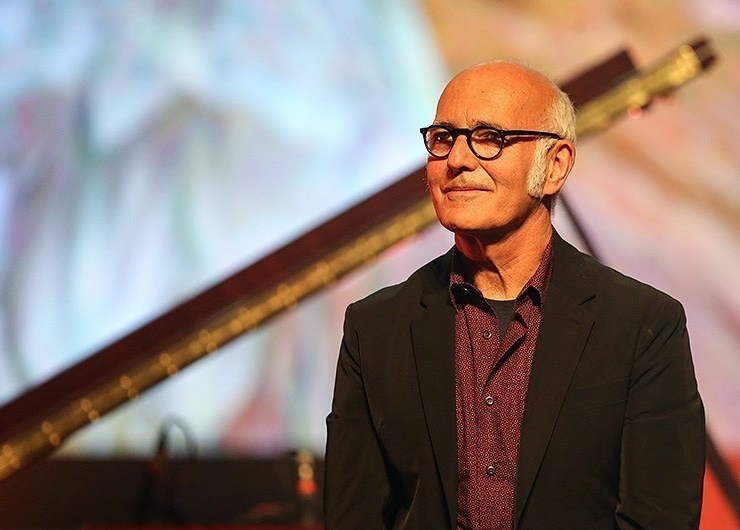
Ludovico Einaudi (* 1955)

- Einaudi, Luigi (1874–1961), italienischer Staatspräsident und Finanzwissenschaftler
- Einav, Liran (* 1970), israelisch-amerikanischer Wirtschaftswissenschaftler
- Einav, Shauli (* 1982), israelischer Jazzmusiker (Saxophon)

### Einb
- Einbacher, Marian (1900–1943), polnischer Fußballspieler
- Einbeck, Conrad von (1360–1428), deutscher Steinmetz, Baumeister und Bildhauer
- Einbeck, Georg (1871–1951), deutscher Kaufmann, Maler und Fotograf
- Einbeck, Heinz (1931–2008), deutscher Fußballschiedsrichter
- Einbeck, Robert (* 1944), französischer Künstler, Dichter und zeitgenössischer Maler
- Einberger, Andreas (1878–1952), österreichischer Bildhauer und Maler
- Einberger, Kurt (* 1966), österreichischer Bobfahrer
- Einberger, Markus (* 1964), österreichischer Hochspringer
- Einbinder, Hannah (* 1995), US-amerikanische Schauspielerin und ComedianHannah Einbinder (* 1995)

Hannah Einbinder (* 1995)

- Einbrodt, Hans Joachim (1927–2007), deutscher Arzt, Hygieniker und Hochschullehrer

### Eind
- Eindhoven, Johannes von (1439–1509), Weihbischof in Trier

### Eine
- Eine, Ben (* 1970), englischer Straßenkünstler
- Einecke, Gustav (1877–1968), deutscher Bergwerksdirektor und Hochschullehrer
- Einegg, Erich (1898–1966), deutscher Pianist, Komponist und Textdichter
- Einem, Arnold von (1839–1896), preußischer Generalmajor
- Einem, Caspar (1948–2021), österreichischer Politiker, Nationalratsabgeordneter
- Einem, Charlotte von (1756–1833), deutsche Autorin und Muse des Göttinger Hainbundes
- Einem, Christian von (* 1977), deutscher American-Football-Spieler
- Einem, Cord von (1891–1958), deutscher politischer Funktionär, Offizier und Automobilrennfahrer
- Einem, Curt von (1880–1939), deutscher Generalmajor
- Einem, Ernst von (1823–1872), deutscher Verwaltungsjurist
- Einem, Ernst von (1856–1931), preußischer Generalleutnant
- Einem, Gottfried von (* 1940), deutscher Hörspielregisseur und Hörspielautor
- Einem, Herbert von (1905–1983), deutscher Kunsthistoriker
- Einem, Karl Gustav Walter Gottfried von (1918–1996), österreichischer KomponistGottfried von Einem (1918–1996)

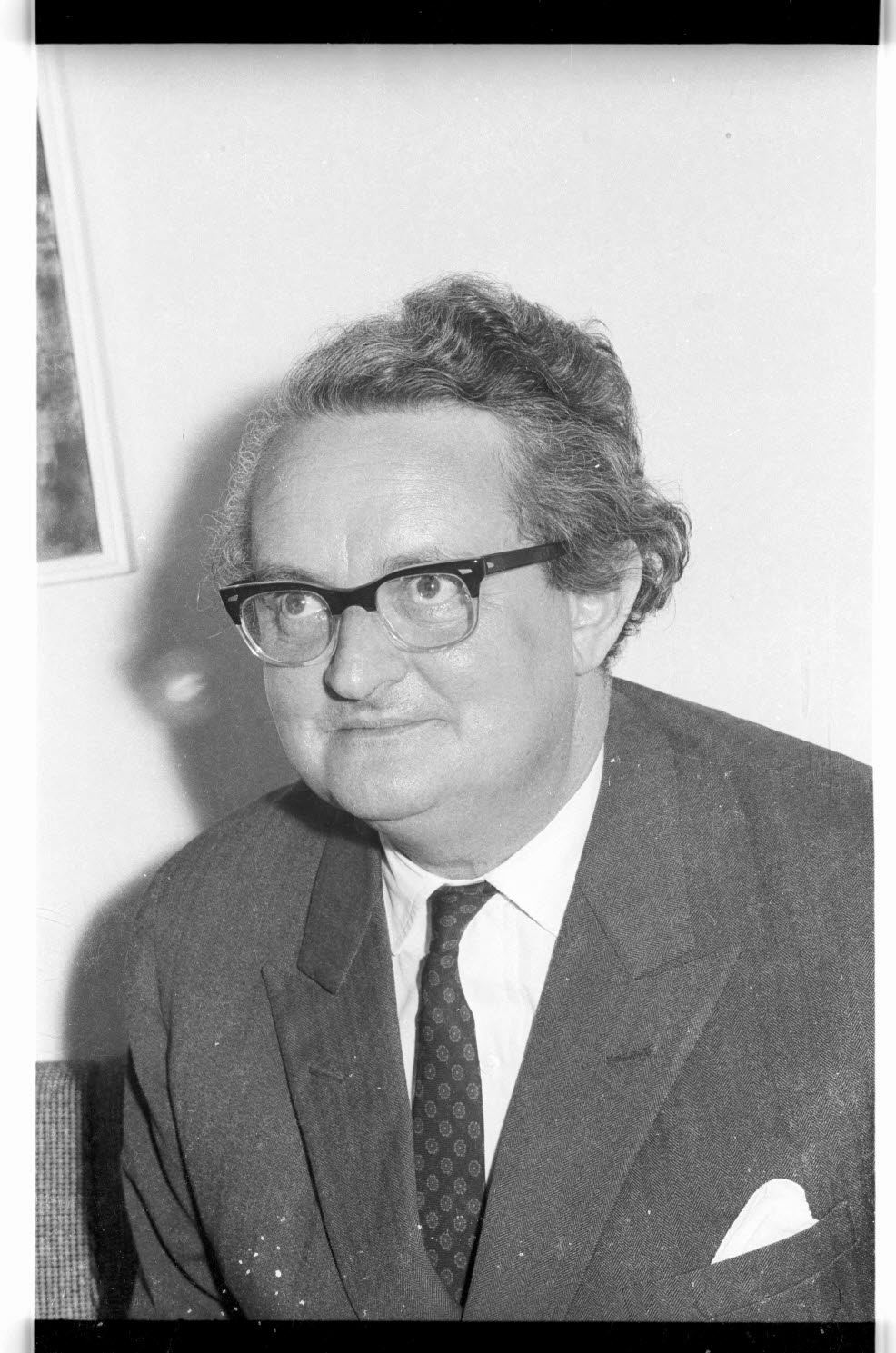
Gottfried von Einem (1918–1996)

- Einem, Karl von (1819–1892), preußischer Generalleutnant
- Einem, Karl von (1853–1934), preußischer Generaloberst, Kriegsminister und Heerführer im Ersten Weltkrieg
- Einem, Max von (* 1986), deutscher Jazzmusiker (Posaune, Komposition)
- Einenkel, Eugen (1853–1930), deutscher Anglist
- Einenkel, Manfred (* 1919), deutscher Funktionär und Politiker (LDPD), MdV
- Einenkel, Rainer (* 1954), deutscher Gewerkschafter, Betriebsratsvorsitzender des Opelwerks in Bochum
- Einer, Hans (1856–1927), estnischer Pädagoge
- Einerdinger, Georg (1941–2015), bayerischer Volksschauspieler und Regisseur
- Einert, Carl (1777–1855), deutscher Rechtswissenschaftler und Jurist
- Einert, Christian Gottlob (1747–1823), sächsischer Jurist und Bürgermeister von Leipzig
- Einert, Gerhard (1923–2000), deutscher Schauspieler
- Einert, Günther (1930–2015), deutscher Politiker (SPD), MdL
- Einert, Mathias (1954–2004), deutscher Schauspieler und Synchronsprecher
- Einert, Max (1861–1930), sächsischer Generalmajor
- Einert, Otto (1822–1889), Landtagsabgeordneter
- Eines, Albin (1886–1947), norwegischer Zeitungsredakteur und Politiker

### Einf
- Einfalt, Lea (* 1994), slowenische Skilangläuferin
- Einfeldt, Dieter (* 1935), deutscher Komponist
- Einfeldt, Ingrid (* 1961), amerikanisch-deutsche Schauspielerin

### Eing
- Eingartner, Johannes (1950–2022), deutscher Klassischer Archäologe
- Eingrieber, Heinrich (1896–1979), deutscher Maler und Museumsgründer

### Einh
- Einhard († 840), fränkischer Gelehrter und GeschichtsschreiberEinhard († 840)

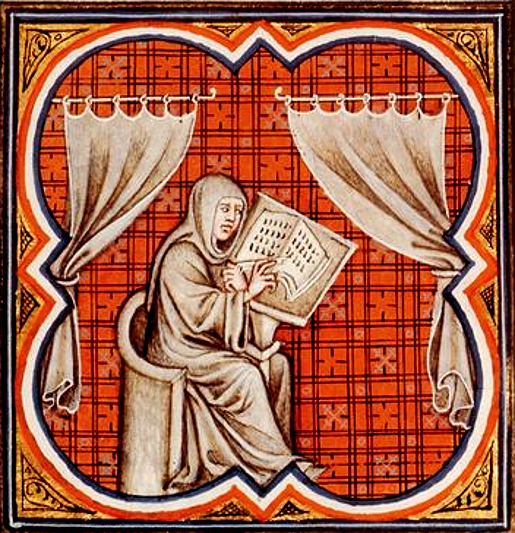
Einhard († 840)

- Einhard II. von Katzenellenbogen, Bischof von Speyer
- Einhart, Karl (1884–1967), deutscher Maler
- Einhäupl, Karl Max (* 1947), deutscher Neurologe, Vorstandsvorsitzender der Charité Berlin
- Einhauser, Günther, deutscher Jurist und Landrat
- Einhauser, Rudolf (1873–1943), deutscher Verwaltungsjurist und Syndikus der Universität München
- Einhellinger, Alfred (1913–1999), deutscher Musiker, Maler und Mykologe
- Einhof, Heinrich (1777–1808), deutscher Agrikulturchemiker
- Einhoff, Friedrich (1901–1988), deutscher Maler und Grafiker
- Einhoff, Petra (* 1963), deutsche Schauspielerin und Synchronsprecherin
- Einholz, Sibylle (* 1948), deutsche Kunsthistorikerin
- Einhorn, Alexander († 1575), deutschbaltischer evangelischer Geistlicher, Superintendent von Kurland
- Einhorn, Alfred (1856–1917), deutscher Chemiker
- Einhorn, Barbara (* 1942), neuseeländisch-britische Germanistin und Soziologin
- Einhorn, David (1809–1879), US-amerikanischer Reform-Rabbiner deutscher Herkunft
- Einhorn, David (1886–1973), jiddisch schreibender russisch-US-amerikanischer Schriftsteller
- Einhorn, David (* 1968), US-amerikanischer Hedgefondsmanager und Pokerspieler
- Einhorn, Eric S., US-amerikanischer Politikwissenschaftler und Hochschullehrer an der University of Massachusetts Amherst
- Einhorn, Ira (1940–2020), US-amerikanischer Umweltaktivist und verurteilter Mörder
- Einhorn, Itamar (* 1997), israelischer Radrennfahrer
- Einhorn, Jerzy (1925–2000), polnisch-schwedischer Strahlentherapeut und Politiker, Mitglied des Riksdag
- Einhorn, Jürgen Werinhard (1934–2013), deutscher Franziskaner und Pädagoge
- Einhorn, Lawrence H. (* 1942), US-amerikanischer Mediziner (Onkologe)
- Einhorn, Lena (* 1954), schwedische Ärztin, Dokumentarfilmerin und Autorin
- Einhorn, Maurício (* 1932), brasilianischer Musiker (Mundharmonika) und Komponist
- Einhorn, Nicolaus (* 1940), deutscher Autor und Gründer des Tonbandverlags S-Press
- Einhorn, Paul († 1655), deutschbaltischer evangelisch-lutherischer Pastor und Chronist
- Einhorn, Richard (* 1952), US-amerikanischer Komponist
- Einhorn, Trevor (* 1988), US-amerikanischer Schauspieler
- Einhorn, Zeno (1899–1941), deutscher Schriftsteller und Arzt

### Eini
- Eini, Amiram (* 1973), norwegisch-israelisches Model und Musiker
- Einicke, Georg Friedrich (1710–1770), deutscher Kantor und Komponist
- Einicke, Ludwig (1904–1975), deutscher Politiker (SED), MdV, Landesminister von Sachsen-Anhalt
- Einig, Jan (* 1976), deutscher Kommunalpolitiker (CDU)
- Einikis, Gintaras (* 1969), litauischer Basketballspieler
- Eininger, Heinz (* 1956), deutscher Kommunalpolitiker
- Eininger, Thomas (* 1958), deutscher Fußballspieler
- Einion ab Owain († 984), walisischer Fürst des Hauses Dinefwr

### Eink
- Einkemmer, Manuel (* 2001), österreichischer Nordischer Kombinierer

### Einm
- Einmahl, Rolf (* 1949), deutscher Politiker (CDU), MdL
- Einmahl, Wolfgang (1944–1987), deutscher Maler und Grafiker
- Einman, Eugen (1905–1963), estnischer Fußball- und Bandyspieler
- Einmusik (* 1978), deutscher Musiker und LabelbetreiberEinmusik (* 1978)

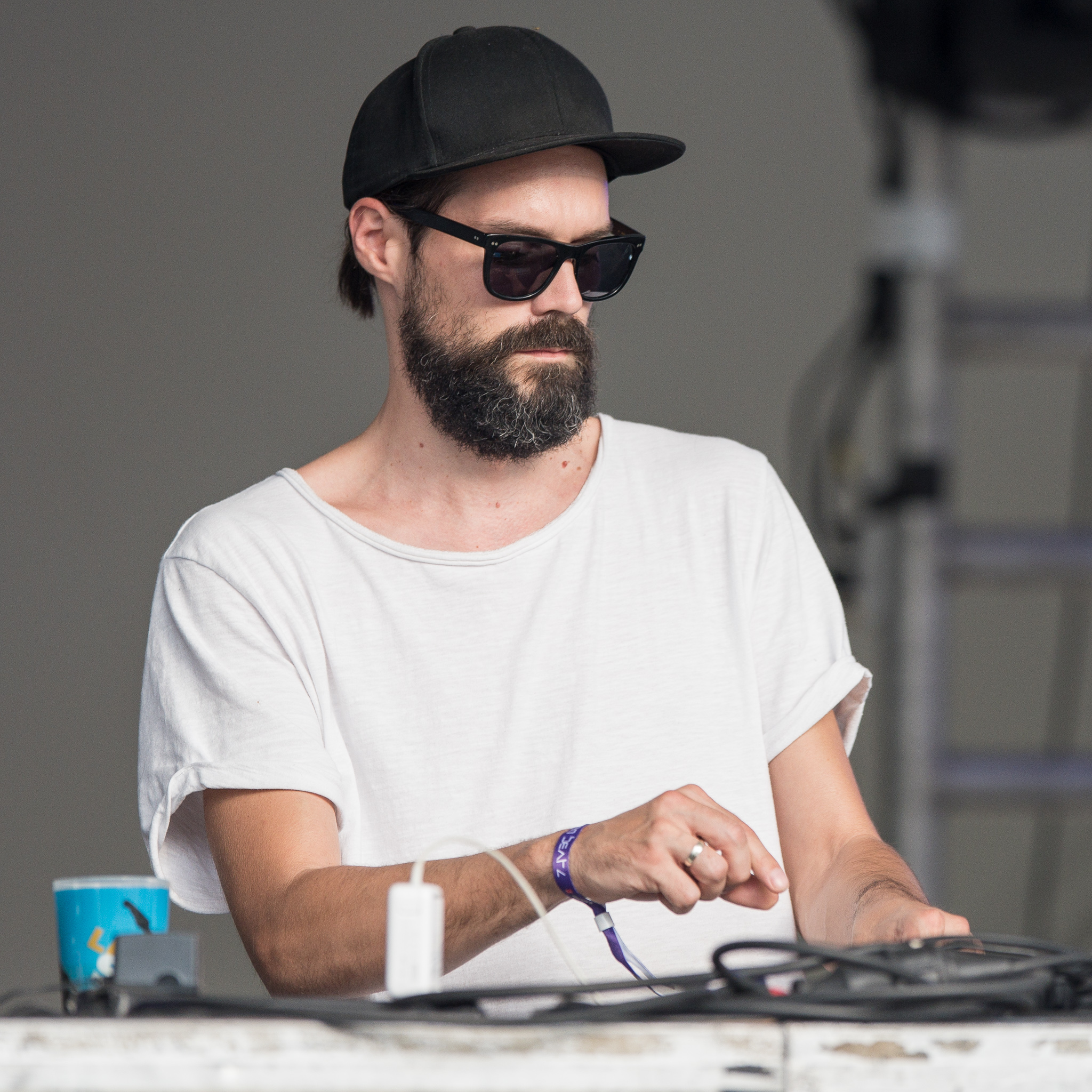
Einmusik (* 1978)

### Eino
- Einöder, Thea (* 1951), deutsche Ruderin
- Einödshofer, Julius (1863–1930), österreichischer Komponist und Kapellmeister
- Einold († 967), Abt von Gorze
- Einoris, Vytautas (1930–2019), litauischer Agronom und Politiker

### Einr
- Einrauch, Volker (* 1950), deutscher Drehbuchautor, Filmregisseur und Filmproduzent

### Eins
- Eins, Mark (* 1956), deutscher Musiker und Schauspieler
- Einschlag, Eduard (1879–1945), deutscher Maler und Radierer
- Einschütz, Wilhelm (1816–1875), Bürgermeister und Abgeordneter
- Einsdorf, Daniela, deutsche Bildhauerin und Pädagogin
- Einsdorf, Lieselotte (1916–2010), deutsche Malerin und Grafikerin
- Einsele, August Max (1803–1870), bayerischer Arzt und Botaniker
- Einsele, Dorothee (* 1956), deutsche Rechtswissenschaftlerin
- Einsele, Gerhard (1925–2010), deutscher Geologe
- Einsele, Helga (1910–2005), deutsche Kriminologin und Strafrechtsreformerin
- Einsele, Hermann (* 1958), deutscher Mediziner und Hochschulprofessor
- Einsele, Johann Nepomuk (1732–1790), fürstbischöflich-freisingischer Hofsteinmetz
- Einsele, Johann Nepomuk (1773–1839), fürstbischöflich-freisingischer Hofkammerfiskal und Bürgermeister von Freising
- Einsele, Lukas (* 1963), deutscher Fotograf und bildender Künstler
- Einsele, Martin (1928–2000), deutscher Stadtplaner und Hochschullehrer
- Einsele, Theodor (1921–2020), deutscher Elektroingenieur, Informatiker und Hochschullehrer
- Einseln, Aleksander (1931–2017), US-amerikanischer Offizier und estnischer General
- Einsiedel, August von (1754–1837), deutscher Philosoph und Naturforscher
- Einsiedel, Curt Haubold von (1792–1829), sächsischer Offizier
- Einsiedel, Curt Heinrich von (1662–1712), Geheimer Rat, Kammerherr, Kammer- und Bergrat
- Einsiedel, Curt Hildebrand von (1758–1834), sächsischer Generalmajor der Infanterie, Kommandant der Residenz Dresden
- Einsiedel, Detlev Carl von (1737–1810), sächsischer Staatsmann, Unternehmensgründer
- Einsiedel, Detlev Heinrich von (1698–1746), sächsischer Hofbeamter und Herr der Standesherrschaft Seidenberg
- Einsiedel, Detlev von (1773–1861), sächsischer StaatsmannDetlev von Einsiedel (1773–1861)

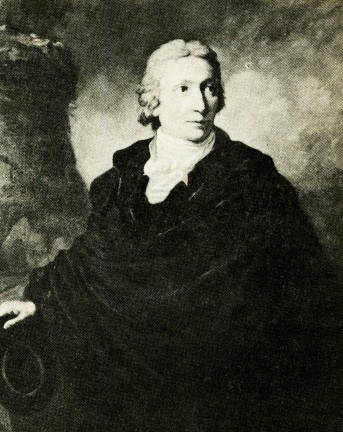
Detlev von Einsiedel (1773–1861)

- Einsiedel, Ernst (* 1941), deutscher Fußballspieler
- Einsiedel, Friedrich Hildebrand von (1750–1828), deutscher Jurist, Schriftsteller, Übersetzer
- Einsiedel, Georg Curt von (1823–1887), sächsischer Beamter und Politiker
- Einsiedel, Gottfried Emanuel von (1690–1745), königlich preußischer Generalleutnant und Träger des Schwarzen Adlerordens
- Einsiedel, Hans Haubold von (1654–1700), kursächsischer Hofbeamter
- Einsiedel, Haubold von (1644–1712), deutscher Rittergutsbesitzer, kursächsischer Rat und Kreishauptmann
- Einsiedel, Haubold von (1792–1867), deutscher Rittergutsbesitzer, Abgeordneter und Landrat
- Einsiedel, Heinrich Hildebrand von (1497–1557), kursächsischer Rat
- Einsiedel, Heinrich Hildebrand von (1622–1675), kursächsischer Geheimer Rat
- Einsiedel, Heinrich Hildebrand von (1658–1731), Geheimer Rat, Oberhofrichter, Obersteuereinnehmer und Propst
- Einsiedel, Heinrich von (1921–2007), deutscher Politiker (SED, PDS), MdB
- Einsiedel, Horst (1940–1973), deutsches Todesopfer der Berliner Mauer
- Einsiedel, Horst von (1905–1947), deutscher Jurist, Ökonom und Widerstandskämpfer
- Einsiedel, Horst-Hildebrandt von (1904–1945), deutscher Verwaltungsjurist
- Einsiedel, Ingeborg von (1917–2002), deutsche Grafikerin
- Einsiedel, Johann Georg Friedrich von (1730–1811), sächsischer Staatsmann
- Einsiedel, Johann Georg von (1848–1931), deutscher Standesherr und Politiker, MdL (Königreich Sachsen)
- Einsiedel, Johann George von (1692–1760), sächsischer Hofbeamter
- Einsiedel, Karl von (1770–1841), deutscher Diplomat
- Einsiedel, Konrad von (1597–1668), deutscher Jurist und Gesandter bei den Westfälischen Friedensverhandlungen
- Einsiedel, Kurt (1907–1960), deutscher Radrennfahrer
- Einsiedel, Kurt Haubold von (1825–1886), sächsischer Generalleutnant
- Einsiedel, Kurt Heinrich Ernst von (1811–1887), deutscher Autor
- Einsiedel, Ulf (* 1967), deutscher Fußballspieler
- Einsiedler, Albert (1914–1970), deutscher Ministerialbeamter
- Einsiedler, Josef Maria (1870–1955), deutscher Abt
- Einsiedler, Manfred (* 1973), österreichischer Mathematiker
- Einsiedler, Wolfgang (1945–2019), deutscher Grundschuldidaktiker
- Einsingbach, Thomas (* 1957), deutscher Autor von medizinischer Fachliteratur und Kriminalromanen
- Einsingbach, Wolfgang (1933–1981), deutscher Denkmalpfleger
- Einsle, Anton (1801–1871), österreichischer Maler
- Einsle, Hans (* 1914), deutscher Schriftsteller
- Einsle, Patrick (* 1987), deutscher Snookerspieler
- Einsle, Sebastian (* 1987), luxemburgischer Rennrad- und Mountainbikefahrer
- Einsle, Ulrich (1935–1996), deutscher Limnologe
- Einsmann, Maria (1885–1959), deutsche Frau, die in der Weimarer Republik aufgrund fehlender Arbeitsperspektiven 12 Jahre als Mann lebte und arbeitete
- Einspenner, Richard (* 1891), deutscher Politiker (NSDAP), MdL
- Einspieler, Andrej (1813–1888), österreichischer Geistlicher, Publizist und Politiker, Landtagsabgeordneter
- Einspieler, Gregor (1853–1927), österreichischer Geistlicher und Politiker, Landtagsabgeordneter
- Einspieler, Lambert (1840–1906), österreichischer Politiker
- Einspinner, August (1870–1927), österreichischer Goldschmied und Politiker (DnP), Landtagsabgeordneter, Abgeordneter zum Nationalrat
- Einstein, Albert (1879–1955), Physiker und NobelpreisträgerAlbert Einstein (1879–1955)

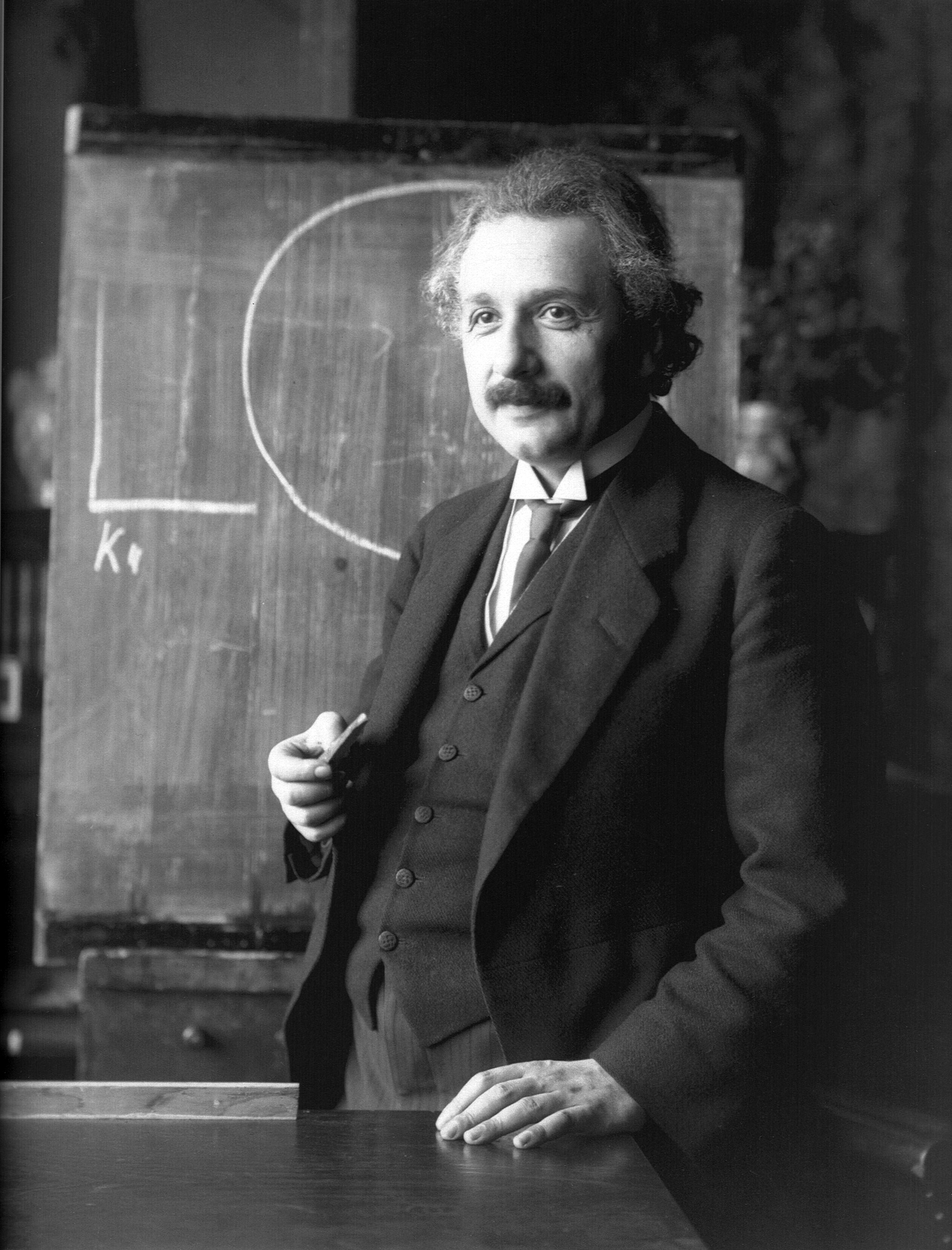
Albert Einstein (1879–1955)

- Einstein, Alfred (1880–1952), deutsch-amerikanischer Musikwissenschaftler
- Einstein, Arik (1939–2013), israelischer Sänger, Songwriter und Schauspieler
- Einstein, Bob (1942–2019), US-amerikanischer Schauspieler und Komiker
- Einstein, Carl (1885–1940), deutscher Kunsthistoriker und Schriftsteller
- Einstein, Eduard (1910–1965), Schweizer Sohn Albert Einsteins und dessen Frau Mileva Marić
- Einstein, Edwin (1842–1905), US-amerikanischer Politiker
- Einstein, Elsa (1876–1936), zweite Ehefrau und Cousine von Albert Einstein
- Einstein, Evelyn (1941–2011), US-amerikanische adoptierte Enkelin Albert Einsteins
- Einstein, Hans Albert (1904–1973), schweizerisch-US-amerikanischer Bauingenieur, Professor, Sohn Albert Einsteins
- Einstein, Hermann (1847–1902), deutscher Elektrotechniker und Unternehmer, Vater Albert Einsteins
- Einstein, Jakob (1850–1912), deutscher Pionier der Elektrotechnik
- Einstein, Leopold (1833–1890), deutscher Pionier der internationalen Sprache Esperanto
- Einstein, Lewis (1877–1967), US-amerikanischer Diplomat
- Einstein, Maja (1881–1951), deutsche Romanistin, Schwester von Albert EinsteinMaja Einstein (1881–1951)

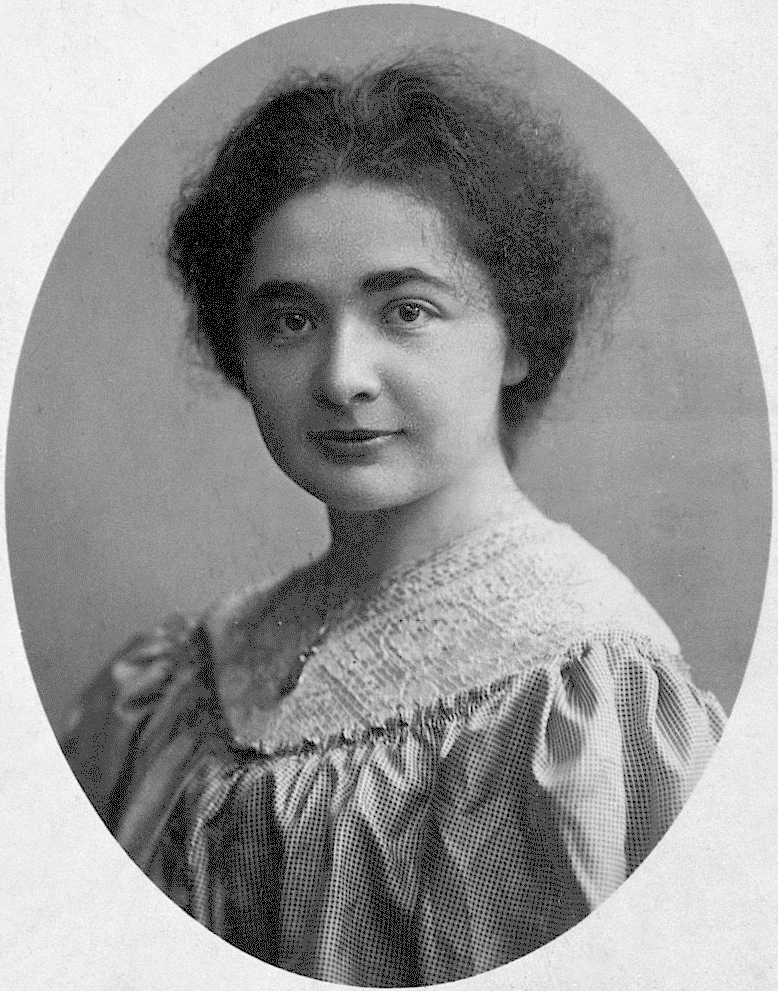
Maja Einstein (1881–1951)

- Einstein, Max (1822–1906), deutschamerikanischer Colonel des Unionsheers im Sezessionskrieg sowie Konsul der Vereinigten Staaten in Nürnberg
- Einstein, Pauline (1858–1920), Mutter Albert Einsteins
- Einstein, Rudolf (1843–1926), Textilfabrikant in Hechingen
- Einstein, Siegbert (1889–1968), deutscher Politiker, Fabrikarbeiter, Beamter und Holocaust-Überlebender
- Einstein, Siegfried (1919–1983), deutscher Dichter, Lyriker, Schriftsteller und Essayist
- Einstein, William (1907–1972), US-amerikanischer Maler

### Eint
- Einthoven, Louis (1896–1979), niederländischer Jurist, Polizeichef und Gründer der Nederlandsche Unie
- Einthoven, Willem (1860–1927), niederländischer Arzt und Nobelpreisträger für Medizin (1924)

### Einw
- Einwag, Alfred (* 1928), deutscher Jurist
- Einwald, August (1846–1932), deutscher Afrikareisender
- Einwald, Carl Joseph (1669–1753), österreichisch-mährischer Komponist und Organist des musikalischen Barock
- Einwald, Fritz (1907–1967), deutscher Politiker (FDP/DVP), MdL
- Einwaller, Monika (* 1976), österreichische Sportschützin
- Einwaller, Thomas (* 1977), österreichischer Fußballschiedsrichter
- Einwallner, Reinhold (* 1973), österreichischer Politiker (SPÖ), Nationalratsabgeordneter, Vorarlberger Landtagsabgeordneter, Mitglied des Bundesrates
- Einwallner, Thomas (* 1979), österreichischer Politiker (ÖVP), Abgeordneter zum Nationalrat, Mitglied des Bundesrates
- Einwanger, Josef (* 1935), deutscher SchriftstellerJosef Einwanger (* 1935)

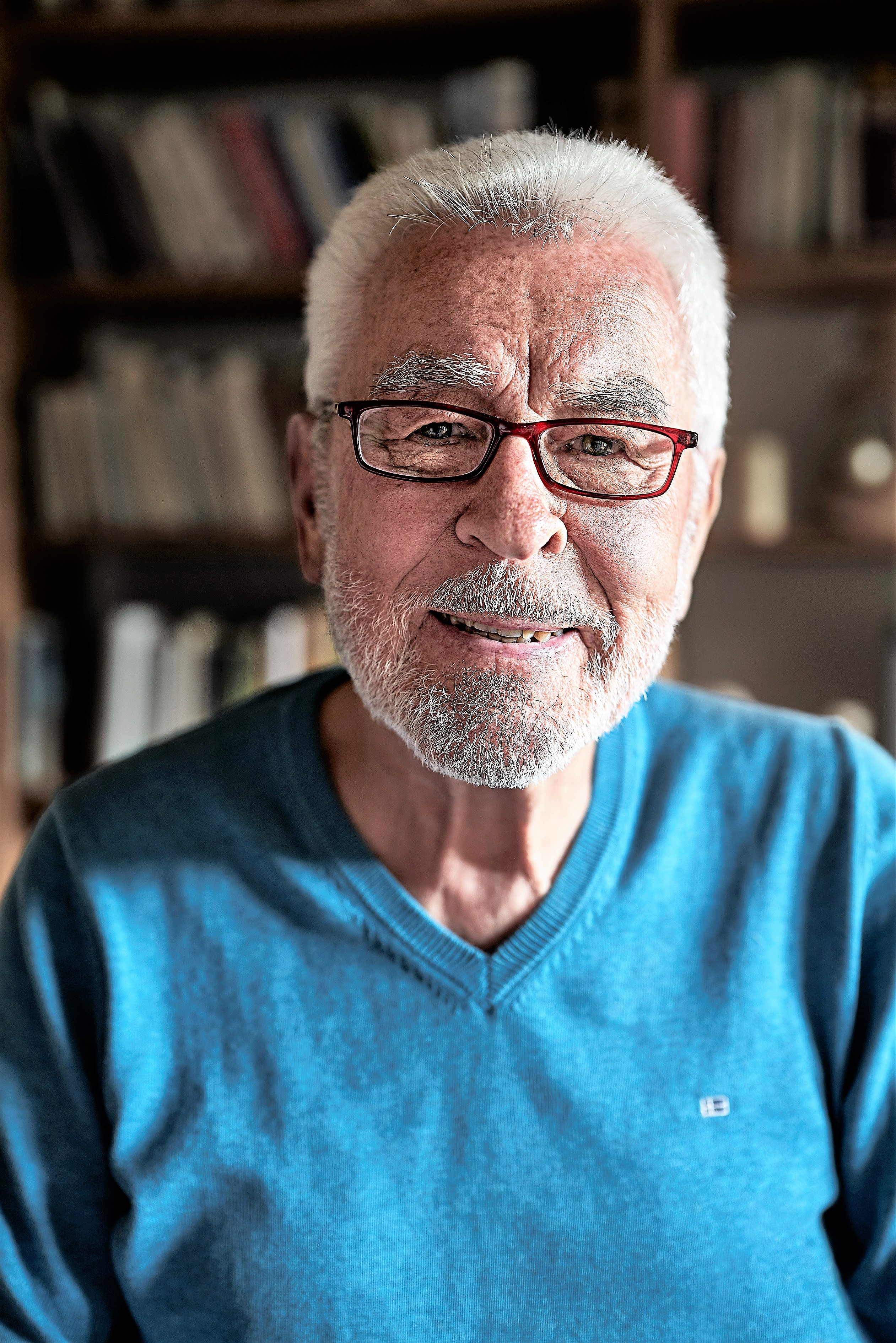
Josef Einwanger (* 1935)

- Einwohlt, Ilona (* 1968), deutsche Kinder- und Jugendbuchautorin

### Einz
- Einzig, Mathilde (1886–1963), deutsche Schauspielerin
- Einzig, Paul (1897–1973), britischer Wirtschaftsjournalist
- Einzig, Susan (1922–2009), britische Illustratorin
- Einzinger von Einzing, Johann Martin Maximilian (1725–1798), deutscher Jurist und Schriftsteller
- Einzinger, Erwin (* 1953), österreichischer Schriftsteller, Übersetzer
- Einzinger, Franz (* 1952), österreichischer Ministerialbeamter
- Einzlkind, deutschsprachiger Autor
- Einzmann, Annetta (1894–1944), deutsche Steyler Missionsschwester und Märtyrin
- Einzmann, Nadja (* 1974), deutsche Schriftstellerin